# دونالد بلات
دونالد بلات (بالإنجليزية: Donald Platt)‏ هو شاعر أمريكي، ولد في 1957.